# Chagga
Die Chagga (auch Dschagga, Tschagga, Waschagga) sind ein rund um das Kilimandscharo-Massiv in Tansania lebendes bantusprachiges Volk von etwa 800.000 Menschen.
Die vorwiegend Ackerbau treibenden Chagga nutzen seit Generationen ein ausgeklügeltes Bewässerungssystem. Dieses System hat es ihnen – integriert in eine Baumgartenkultur mit mehreren hundert verschiedenen essbaren Pflanzenarten (Früchten etc.) auf mehreren Vegetationsebenen (verschieden hohen Bäumen, Sträuchern und Gräsern) – jahrhundertelang ermöglicht, intensive Landwirtschaft an den Hängen des Kilimandscharo zu betreiben. Mittlerweile wurden jedoch die meisten Kanäle durch Rohrleitungen ersetzt. Durch das Abholzen großer Teile des ursprünglichen Regenwaldes unterhalb der Grenze des Nationalparks (1950 m) und der dadurch bedingten Versteppung und Verödung der Böden in Verbindung mit zunehmender Trockenheit ist dieses System gefährdet. Um Verdunstungsverluste und Versalzung des Bodens zu minimieren, wird zunehmend Tröpfchenbewässerung angewandt.
Die Chagga kultivieren traditionell Bananen, aus denen sie unter anderem Mbege herstellen, ein Bananenbier, das auch Pombe (Kiswahili für „einheimisches Bier“) genannt wird, und halten vor allem Rinder, daneben Ziegen und Schweine.

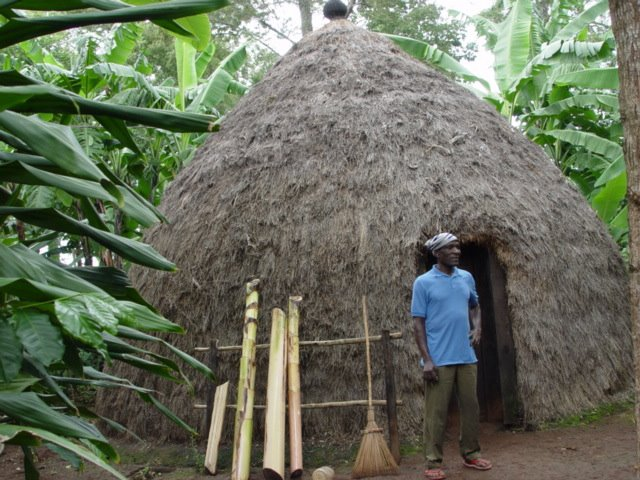
Traditionelle Chagga-Hütte

Wie Bruno Gutmann Anfang des 20. Jahrhunderts dokumentierte, ermöglichte das traditionelle Rechtssystem der Chagga, mittellosen Familien in einer Art Lehenswesen den Erwerb eines Rindes von einer wohlhabenderen Familie. In vorkolonialer Zeit hatten sie ein Häuptlingssystem und die einzelnen Clans führten oft Krieg gegeneinander. Nach der Einrichtung der Kolonie Deutsch-Ostafrika begann der Anbau von Kaffee, für den die Lagen am Kilimandscharo beste Voraussetzungen boten.
In den 1950er und 1960er Jahren konnten die Chagga gute Gewinne durch den Verkauf von Kaffee erzielen. Viele konnten daher ihre Kinder auf weiterführende Schulen und Universitäten schicken. Es entstand eine Bildungsschicht, zu der auch viele Lehrer gehörten, die sich über ganz Tansania verteilte. Viele dieser Familien sind seit den 1990er Jahren und besonders im neuen Jahrtausend von HIV/Aids betroffen. Sterbende Eltern schicken ihre Kinder in die Heimat an den Kilimandscharo zu Großeltern und Verwandten zurück. Aus diesem Grund herrscht in dieser Region ein demographisches Ungleichgewicht. Es gibt viele Kinder und viele alte Menschen.

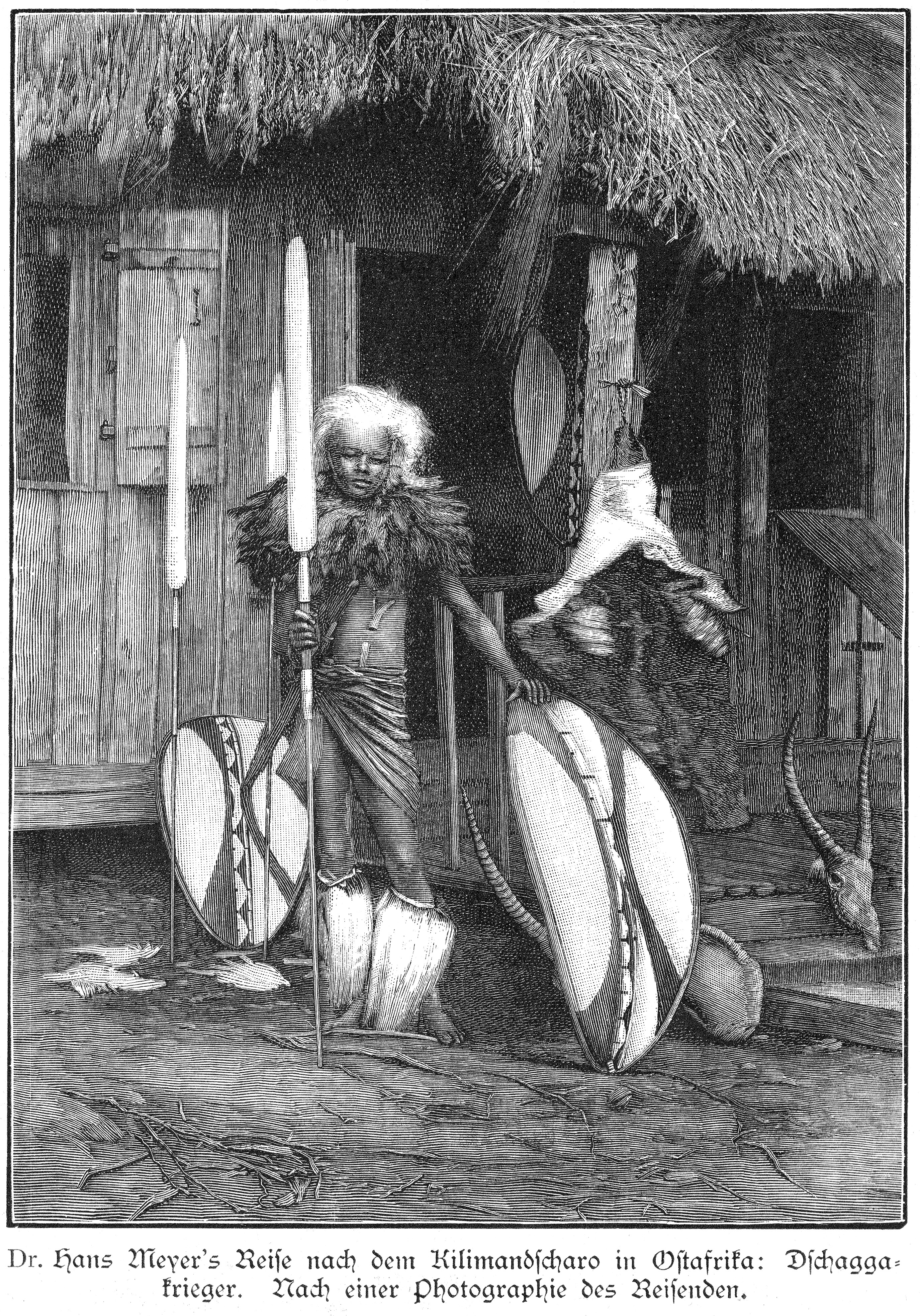
Chaga-Krieger (um 1890)

Unter deutscher Kolonialherrschaft dienten die Chagga häufig als Hilfstruppen, teilweise auch in der Schutztruppe selbst. 1891/92 kam es zu einem Aufstand, nachdem Carl Peters, ab 1891 Reichskommissar für das Kilimandscharogebiet, seine Konkubine Jagodia und einen Diener, mit dem sie ein Verhältnis hatte, aufhängen und ihre Heimatdörfer zerstören ließ. Erst nach Monaten gelang es den Deutschen, die aufständischen Chagga niederzukämpfen.
Das historische Zentrum der Chagga ist Kidia in Old-Moshi, wo der deutsche evangelisch-lutherische Missionar Bruno Gutmann eine Kirche, Missionsstation und Krankenhaus erbauen ließ und die Plantagenwirtschaft förderte. Über Jahrzehnte erforschte er intensiv Sprache und Kultur des Volkes.
Heute sind die Chagga wegen fehlenden Grundbesitzes einem starken gesellschaftlichen Wandel ausgesetzt. Viele sind inzwischen in der Landwirtschaft benachbarter Regionen oder im Tourismus tätig, insbesondere in der Region um Moshi.